# Cratere Varya
Varya  è un cratere sulla superficie di Venere.